# Hexenturm (Sarnen)

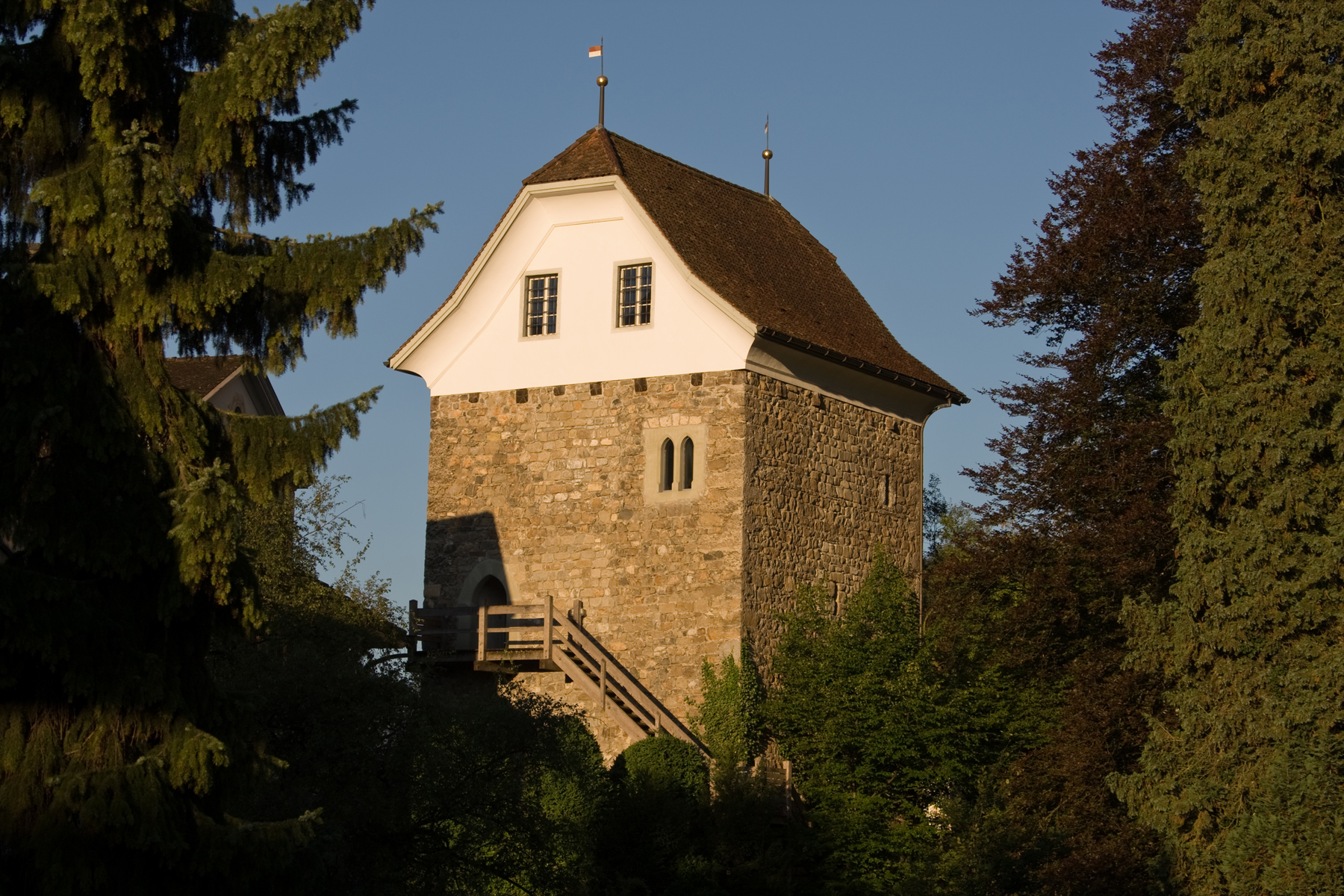
Hexenturm in Sarnen (Foto von 2008 mit der alten Holztreppe)

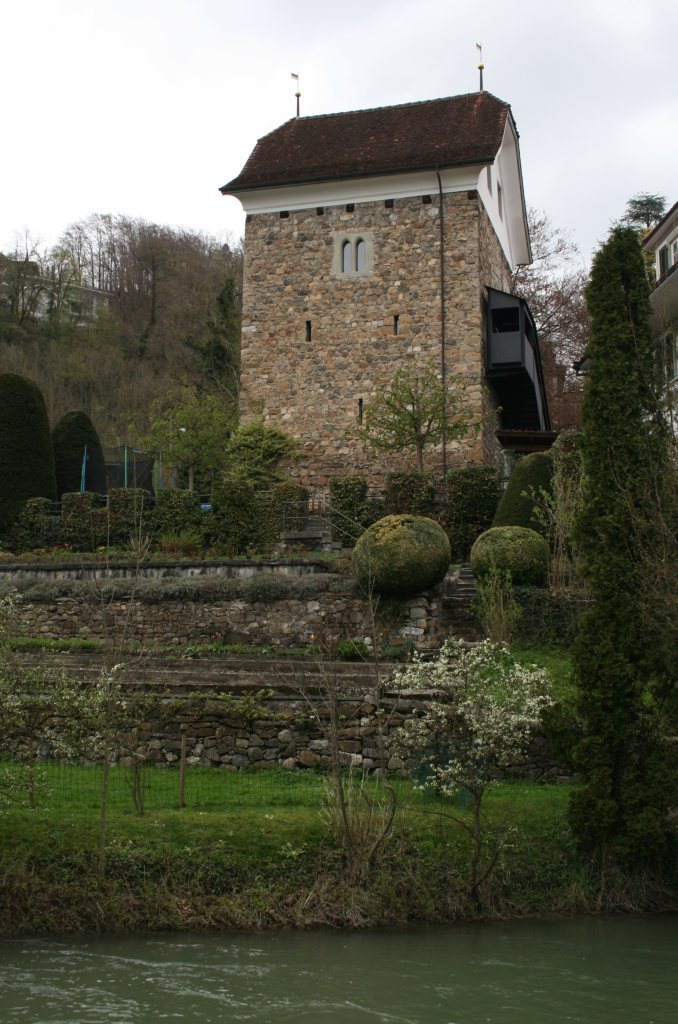
Hexenturm, im Vordergrund die Sarner Aa, April 2013

Der Hexenturm von Sarnen im Kanton Obwalden in der Schweiz ist einer der wenigen noch erhaltenen Burgtürme aus der Zeit der Entstehung der Schweizerischen Eidgenossenschaft. Er wurde um 1285 erbaut und kam um 1315 in den Besitz des Landes Obwalden. Der Turm ist als national bedeutendes Kulturgut eingestuft und steht als A-Objekt unter Denkmalschutz. Heute wird er als Archivturm genutzt und ist nicht öffentlich zugänglich.

## Geschichte
Der Hexenturm war ursprünglich Teil einer grösseren Burganlage, der sogenannten «Unteren Burg von Sarnen». Diese Burg war im 13. Jahrhundert im Besitz des Obwaldner Rittergeschlechts der Kellner von Sarnen, welche den Turm gemäss dendrochronologischer Datierung um 1285 erbauten.
Vermutlich um 1315 kam der Turm in den Besitz des Landes Obwalden und wurde zur Aufbewahrung von Pulvervorräten sowie als Archiv genutzt. Ausserdem diente er als Verhörkammer und Schatzturm. Ab dem 15. Jahrhundert diente er als Gefängnis, dessen spätestens 1798 aufgehobener Kerker dem Turm nachträglich im 19. Jahrhundert seinen heutigen, aber unzutreffenden Namen gab. Die Bezeichnung Hexenturm ist erst seit 1861 nachweisbar. Im Zuge der Umnutzung zu einem Museum wurde der Turm 1877 umgebaut; ein neuer Zugang wurde durch die Mauern gebrochen und mehrere Fenster wurden zugemauert.
Anlässlich einer Restaurierung 1985/1986 wurde der Turm archäologisch untersucht und der mittelalterliche Zustand weitgehend wiederhergestellt. Einzig der Aufbau aus dem 18. Jahrhundert blieb bestehen. Um den Turm als Archiv nutzen zu können, wurde eine selbsttragende Stahlskelettkonstruktion eingebaut, welche die ursprüngliche Bausubstanz nicht belastet. Die zu dieser Zeit behördlich geförderte Bezeichnung Archivturm konnte sich nicht durchsetzen. 
Im Mai 2009 erhielt der Turm anstatt der Holztreppe eine gedeckte, selbsttragende Aussentreppe aus Stahl, die vom Obwaldner Künstler Kurt Sigrist gestaltet wurde.

## Heutige Nutzung
Heute sind im Hexenturm die historischen Bestände (1210–1850) des Staatsarchivs Obwalden untergebracht. Insbesondere beherbergt der Turm auch das Weisse Buch von Sarnen aus dem Jahre 1470.